# Pieszków (Dobroszów)
Pieszków – przysiółek wsi Dobroszów w Polsce, położony w województwie dolnośląskim, w powiecie legnickim, w gminie Chojnów.
W latach 1975–1998 przysiółek należał administracyjnie do województwa legnickiego.